# کویانیس کاتسی: زندگی بدون توازن
کویانیس کاتسی: زندگی بدون توازن (انگلیسی: Koyaanisqatsi) فیلمی در ژانر مستند به کارگردانی گادفری رجیو است که در سال ۱۹۸۲ منتشر شد.
در سال ۲۰۱۵ بی‌بی‌سی طی نظرسنجی از ۶۲ منتقد فیلم، فهرستی از صد فیلم برتر سینمای آمریکا را تدوین و منتشر کرد که این فیلم در رده ۶۹ قرار داشت.